# South Bloomfield
South Bloomfield és una població dels Estats Units a l'estat d'Ohio. Segons el cens del 2000 tenia 1.179 habitants.

## Demografia
Segons el cens del 2000, South Bloomfield tenia 1.179 habitants, 473 habitatges, i 347 famílies. La densitat de població era de 395,8 habitants per km².
Dels 473 habitatges en un 36,4% hi vivien nens de menys de 18 anys, en un 56,2% hi vivien parelles casades, en un 12,5% dones solteres, i en un 26,6% no eren unitats familiars. En el 22,6% dels habitatges hi vivien persones soles el 8,9% de les quals corresponia a persones de 65 anys o més que vivien soles. El nombre mitjà de persones vivint en cada habitatge era de 2,49 i el nombre mitjà de persones que vivien en cada família era de 2,9.
Per edats la població es repartia de la següent manera: un 27% tenia menys de 18 anys, un 9,2% entre 18 i 24, un 29% entre 25 i 44, un 24% de 45 a 60 i un 10,8% 65 anys o més.
L'edat mediana era de 34 anys. Per cada 100 dones de 18 o més anys hi havia 88 homes.
La renda mediana per habitatge era de 36.927 $ i la renda mediana per família de 39.853 $. Els homes tenien una renda mediana de 32.344 $ mentre que les dones 24.583 $. La renda per capita de la població era de 16.961 $. Aproximadament el 6,1% de les famílies i el 7,8% de la població estaven per davall del llindar de pobresa.

## Poblacions més properes
El següent diagrama mostra les poblacions més properes.